# Pitman, New Jersey
Pitman är en ort i Gloucester County i delstaten New Jersey, USA.